# Publius Claudius Appius Pulcher
Publius Claudius Pulcher est un consul de la République romaine durant la première guerre punique. Il est le fils d'Appius Claudius Caecus (censeur en 312 av. J.-C., à l'origine de l'Aqua Appia et de la Via Appia) et le père d'Appius Claudius Pulcher (consul en 212 av. J.-C.). Il est le premier des Claudii à avoir le surnom Pulcher (beau, en latin).
En 253 av. J.-C., il est édile curule.
En 249 av. J.-C., il est élu consul. Il mène les opérations militaires sur la côte ouest de la Sicile contre les places fortes carthaginoises de Lilybée et Drépane. Il est battu en mer, à la bataille de Drépane par l'amiral carthaginois Aderbal, perdant la plupart de ses navires.
Il fut accusé d'impiété, pour avoir avant la bataille méprisé le mauvais présage des poulets sacrés, et les avoir fait jeter à la mer, parce qu'ils refusaient de manger. Selon Valère-Maxime, Cicéron et Suétone, il s'écria, en les jetant à la mer : ut biberent, quando esse nollent ("qu'ils boivent, s'ils ne veulent pas manger"),,.
Le Sénat le rappelle et lui ordonne d'abandonner son mandat de consul et de désigner un dictateur comme remplaçant. Par mépris, il désigne l'un de ses affranchis, Marcus Claudius Glicia (qui abdiquera peu après), et fut condamné pour ce fait.
Les historiens considèrent qu'il meurt avant 244, car à cette date, sa sœur la vestale Claudia regrette son absence, en déplorant qu'il ne puisse la débarrasser de la foule qui encombre le passage en la mobilisant sur ses navires.